# André Hubert
Pour les articles homonymes, voir Hubert.
André Hubert est un comédien français du XVIIe siècle.

## Carrière
André Hubert est le fils des propriétaires du Théâtre du Marais, où il joue de 1659 à 1664. Cette année-là, il entre dans la troupe de Molière en remplacement de Brécourt. Il y joue souvent les rôles de femmes mures, comme celui de Mme Jourdain dans Le Bourgeois gentilhomme. Devenu en 1680 un des premiers sociétaires de la Comédie-Française, il quitte la scène en 1685 avec une pension de 1 000 livres.
Il meurt à Paris le 19 ou le 20 novembre 1700.

## Rôles
- 1670 : Le Bourgeois gentilhomme de Molière : Mme Jourdain
- 1672 : Les Femmes savantes de Molière : Philaminte